# Bandiera delle Isole Canarie
La bandiera delle Isole Canarie (Spagna) è stata approvata durante la Ley Orgánica 10/1982.
La bandiera delle Canarie è stata creata dalla combinazione dei colori della bandiera della Provincia marittima Canarie creata a Santa Cruz de Tenerife nel 1845.
I colori della bandiera sono quelli dei vessilli delle due isole principali: bianco e blu della bandiera di Tenerife, a nome della provincia di Santa Cruz de Tenerife e blu e giallo di Gran Canaria in rappresentanza della provincia di Las Palmas.